# Центральное викариатство
Центральное викариатство — викариатство Московской епархии Русской православной церкви, объединяющее благочиния в Центральном административном округе города Москвы. Включает в себя шесть благочиний — Богоявленское, Иверское, Москворецкое, Покровское, Сретенское и Центральное.
Образовано 27 декабря 2011 года решением Священного Синода.

## Управляющие викариатством
- Арсений (Епифанов) (27 декабря 2011 — 16 июля 2019), архиепископ Истринский, первый викарий Московской епархии по городу Москве.
- Дионисий (Порубай) (16 июля 2019 — 11 октября 2023), митрополит Воскресенский, первый викарий Патриарха Московского и всея Руси.
- Григорий (Петров) (c 11 октября 2023)[2].

## Центральное благочиние
Объединяет храмы в районах Арбат, Пресненский и Хамовники, а также храмы Московского Кремля и Красной площади.
Благочинный — протопресвитер Владимир Диваков.

## Сретенское благочиние
Объединяет храмы в Мещанском районе, а также Сретенский и Богородице-Рождественский монастыри.
Благочинный — протоиерей Олег Клемышев.

## Богоявленское благочиние
Объединяет храмы в Басманном и Красносельском районах.
Исполняющий обязанности благочинного — протоиерей Максим Батурин.

## Иверское благочиние
Объединяет храмы в Тверском районе, кроме Московского Кремля и Китай-города.
Благочинный — протоиерей Андрей Речицкий.

## Покровское благочиние
Объединяет храмы в Китай-городе и Таганском районе.
Благочинный — протоиерей Олег Егоров.

## Москворецкое благочиние
Объединяет храмы в районах Замоскворечье и Якиманка.
Благочинный — протоиерей Сергий Селезнёв.